# Sotto dieci bandiere
Sotto dieci bandiere è un film di guerra del 1960, diretto da Duilio Coletti, basato su eventi reali.

## Trama
Il capitano di fregata Bernhard Rogge comanda l'Atlantis, nave corsara della Kriegsmarine. La nave, durante la sua crociera, durata dal maggio 1940 al novembre 1941, riesce ad affondare 22 mercantili Alleati ma, il 22 novembre 1941, l'incrociatore pesante britannico HMS Devonshire riesce ad identificarla e ad affondarla.

## Produzione
Sono stati utilizzati alcuni filmati di repertorio, ma il film è stato girato interamente in Italia.
La Marina Militare ha contribuito alla realizzazione del film.